# Ann Turner
Ann Turner (nascuda el 1960 a Adelaida) és una escriptora i directora de cinema i televisió australiana.

## Filmografia selecta
- Celia (1989)
- Hammers Over the Anvil (1992)
- Turtle Beach (1992) - escriptora només
- Dallas Doll (1994)
- Irresistible (2006)